# 北海道道580号美馬牛神楽線
北海道道580号美馬牛神楽線（ほっかいどうどう580ごう びばうしかぐらせん）は、北海道上川郡美瑛町と旭川市を結ぶ一般道道（北海道道）である。

## 概要

### 路線データ
- 起点：北海道上川郡美瑛町字瑠辺蘂（北海道道70号芦別美瑛線交点）
- 終点：北海道旭川市西神楽1線18号（国道237号交点）
- 総延長：17.282 km
- 実延長：9.882 km
- 重用延長：7.400 km

### 道路管理者
- 上川総合振興局 旭川建設管理部 事業課

## 歴史
- 1967年（昭和42年）3月31日 - 路線認定[1]。

## 路線状況

### 重複区間
- 国道452号（美瑛町字五稜 - 旭川市西神楽1線18号）

### 道路施設

#### 主な橋梁
- 瑠辺美園橋（72 m、瑠辺蘂川、美瑛町字美園）
- 美渓橋（160 m、－、美瑛町字美園 - 美瑛町字五稜）

#### 常設型ゲート
- 美園ゲート（美瑛町字美園）

## 地理

### 通過する自治体
- 上川総合振興局
  - 上川郡美瑛町
  - 旭川市

### 交差する道路
美瑛町
- 北海道道70号芦別美瑛線 - 字瑠辺蘂（起点）
- 国道452号 - 字五稜（重複）

旭川市
- 国道452号 - 西神楽1線18号（重複）
- 国道237号 - 西神楽1線18号（終点）

### 沿線にある施設など
美瑛町
- 西美創造の杜美術館